# Leci Brandão
Leci Brandão da Silva, mieux connue sous le nom de Leci Brandao ( Rio de Janeiro, 12 septembre 1944 ) est une chanteuse, autrice - compositrice et femme politique brésilienne. C'est l'une des interprètes de samba les plus importantes de la musique populaire brésilienne.

## Biographie
Leci Brandao a commencé sa carrière au début des années 1970, devenant la première femme compositrice de Mangueira.
Leci a enregistré au total 26 œuvres. Elle a participé au MPB-Shell Festival promu par Rede Globo, en 1980, avec la chanson "Essa Tal Criatura". En 1985, elle enregistre "Isso É Fundo de Quintal".
Elle est connue pour ses chansons engagées, dénonçant par exemple la bourgeoisie, mais aussi  le racisme, le sexisme. Elle défend les droits des femmes et des personnes LGBTQ+. En 1978, elle affirme publiquement son homosexualité lors d'une interview.
En 1995, elle était l'interprète de samba-enredo des Acadêmicos de Santa Cruz pendant le carnaval. Elle a joué dans la telenovela brésilienne Xica da Silva en tant que leader de la quilombola Severina. Écrit par Walcyr Carrasco et réalisé par Walter Avancini, la telenovela a été diffusée par TV Manchete entre 1996 et 1997.
Entre 1984 et 1993, Leci a été commentatrice des défilés des écoles de samba de Rio de Janeiro sur TV Globo. Après une pause de six ans, elle a de nouveau commenté le Carnaval de Rio de 2000 à 2001. Entre 2002 et 2010, elle a commenté les défilés des écoles de samba de São Paulo par le même diffuseur.
En 2008, elle a participé au clip Dia de Fazer a Diferença de Rede Record en partenariat avec l' Instituto Ressoar. Elle est la marraine de l'Academicos do Tatuapé, double championne du carnaval de São Paulo, une association qu'elle suit depuis 2012. Leci Brandão a terminé 40 ans de carrière artistique en 2015 et a lancé une nouvelle œuvre, "Simples Assim - Leci Brandão '', en 2016. Pour ce travail, elle a été récompensée dans la catégorie meilleur chanteur de samba lors de la 29e édition du Brazilian Music Award.
La chanteuse est la marraine du bloc Afro Ilú Oba De Min, composé uniquement de femmes.

## Parcours politique
Elle a été conseillère au Secrétariat national pour les politiques de promotion de l'égalité raciale et membre du Conseil national pour les droits de la femme à l'invitation du président de l'époque Luiz Inácio Lula da Silva, restant au Conseil pendant deux mandats (2004 à 2008).
En février 2010, Leci Brandão a rejoint le Parti communiste du Brésil (PCdoB) et s'est présentée comme députée pour l'État de São Paulo, après avoir été élue avec plus de 85 000 voix, elle a été réélue en 2014 avec 71 000 voix et en 2018 avec plus de 64 000 voix.
En tant que parlementaire, Leci Brandão se consacre à la promotion de l'égalité raciale, du respect des religions d'origines africaines et de la culture brésilienne. Deuxième députée noire dans l'histoire de l'Assemblée législative de São Paulo (le premier était Theodosina Rosário Ribeiro), Leci défend également la question des populations autochtones et Quilombola, des jeunes, des femmes et des personnes LGBTQ +. Actuellement, elle est élue adjointe de l'Assemblée législative de l'État de São Paulo (Assembleia Legislativa do Estado de São Paulo), membre des commissions permanentes sur l'éducation et la culture, la défense des droits des consommateurs et la défense des droits des femmes. Elle est aussi la coordonnatrice des Fronts Parlementaires pour la promotion de l'égalité ethnique et raciale dans la défense des peuples autochtones et des communautés traditionnelles; la défense du patrimoine et des services publics de qualité et la défense du carnaval Paulista et des écoles de samba.

## Discographie
- - Leci Brandão (1974)
  - Antes que eu volte a ser nada (1975)
  - Questão de gosto (1976)
  - Coisas do meu pessoal (1977)
  - Metades (1979)
  - Essa tal criatura (1980)
  - Leci Brandão (1985)
  - Dignidade (1987)
  - Um beijo no seu coração (1988)
  - As coisas que mamãe me ensinou (1989)
  - Cidadã brasileira (1990)
  - Anjos da guarda (1995)
  - Atitudes (1995)
  - Somos da mesma tribo (1996)
  - Sucessos de Leci Brandão (1996)
  - Auto-estima (1999)
  - Casa de samba (2000)
  - Eu sou assim (2000)
  - Leci & convidados (2001)
  - A filhada Dona Lecy (2002)
  - A cara do povo (2003)
  - Canções afirmativas - Ao vivo (2007)
  - Eu e o Samba (2008)
  - Isso é Leci Brandão (2011)
  - O canto livre de Leci Brandão (2011)
  - Simples Assim (2016)

## Filmographie
- - 1996: Xica da Silva - Novela
  - 2007: Antônia: O Filme
  - 2010: Troupe d'élite 2
  - 2015: O Samba